# Хард боп
Хард боп е името на стил в джаза, който е продължение на бибоп (или още боп) музиката. Понятието започва да се употребява в средата на 50-те от журналисти и звукозаписни компании, за да опишат новото течение в джаза, включващо елементи от ритъм енд блуса, госпъла, и блуса, забелязващи се най-вече при свиренето на саксофон и пиано.
Дейвид Х. Розентал твърди в книгата си Hard Bop, че жанрът до голяма степен е естественото продължение на поколение американци от африкански произход, които израстват по времето, когато бопът и ритъм енд блусът са доминиращите форми за изразяване в черната американска музика. Сред бележитите хард боп музиканти се открояват Хорас Силвър, Арт Блейки, Кенънбол Адърли, Майлс Дейвис и Тад Дамерон.
Хард бопът понякога бива определян като „фънки хард боп“. Етикетът „фънки“ насочва вниманието към безгрижното и ритмично чувство, свързвано със стила. Това описание се използва също, за да се опише соул джазът, който често е свързван с хард бопа. Според Марк Гридли, соул джазът по-точно се отнася до музика, която е със „земна, блусова мелодична концепция и... повтарящи се, танцообразни ритми... Забележете, че някои слушатели не правят разлика между 'соул джаз' и 'фънк хорд боп', и много музиканти не считат, че 'соул джаз' се припокрива с 'хард боп'.“ Терминът соул подсказва, че църквата и елементи от традиционната госпъл музика като „амин акордите“ и триадическите хармонии, внезапно са се появили в джаза от тази епоха.